# Aéroport de Swan River
L'aéroport de Swan River est un aéroport situé au Manitoba, au Canada.